# Chú khủng long con ham ăn
Muka Muka Paradise (ムカムカパラダイス Muka Muka Paradise, tạm dịch: Thiên đường Muka Muka) được biết ở Việt Nam với tên gọi Chú khủng long ham ăn là loạt manga viết bởi Yumiko Igarashi và Fumiko Shiba, được xuất bản giữa tháng 3 năm 1993 và tháng 9 năm 1994 trên tạp chí Ciao của tạp Shogakukan. Sau đó loạt truyện này được chuyển thể thành 51 tập  anime ra mắt ở Nhật Bản đồng thời vào 4 tháng 9 năm 1993 và 27 tháng 8 năm 1994. Câu chuyện xoay quanh một cô bé tên là Uiba Shikatani và về chú khủng long con do ba cô ấy tìm thấy, sau đó cô ấy đặt tên cho nó là "Muka"( Năm Căn theo cách gọi của người Việt ) vì chú khủng long ấy chỉ nói được từ đó.

## Nhân vật
- - Uiba Shikatani:Được lồng tiếng bởi Kumiko Watanabe
  - Muka Muka:Được lồng tiếng bởi Chika Sakamoto

## Tập truyện / Volumes
1. ISBN 4-09-134841-6 được xuất bản vào tháng 9 năm 1993
2. ISBN 4-09-134842-4 được xuất bản vào tháng 3 năm 1994
3. ISBN 4-09-134843-2 được xuất bản vào tháng 10 năm 1994